# 애디 조스

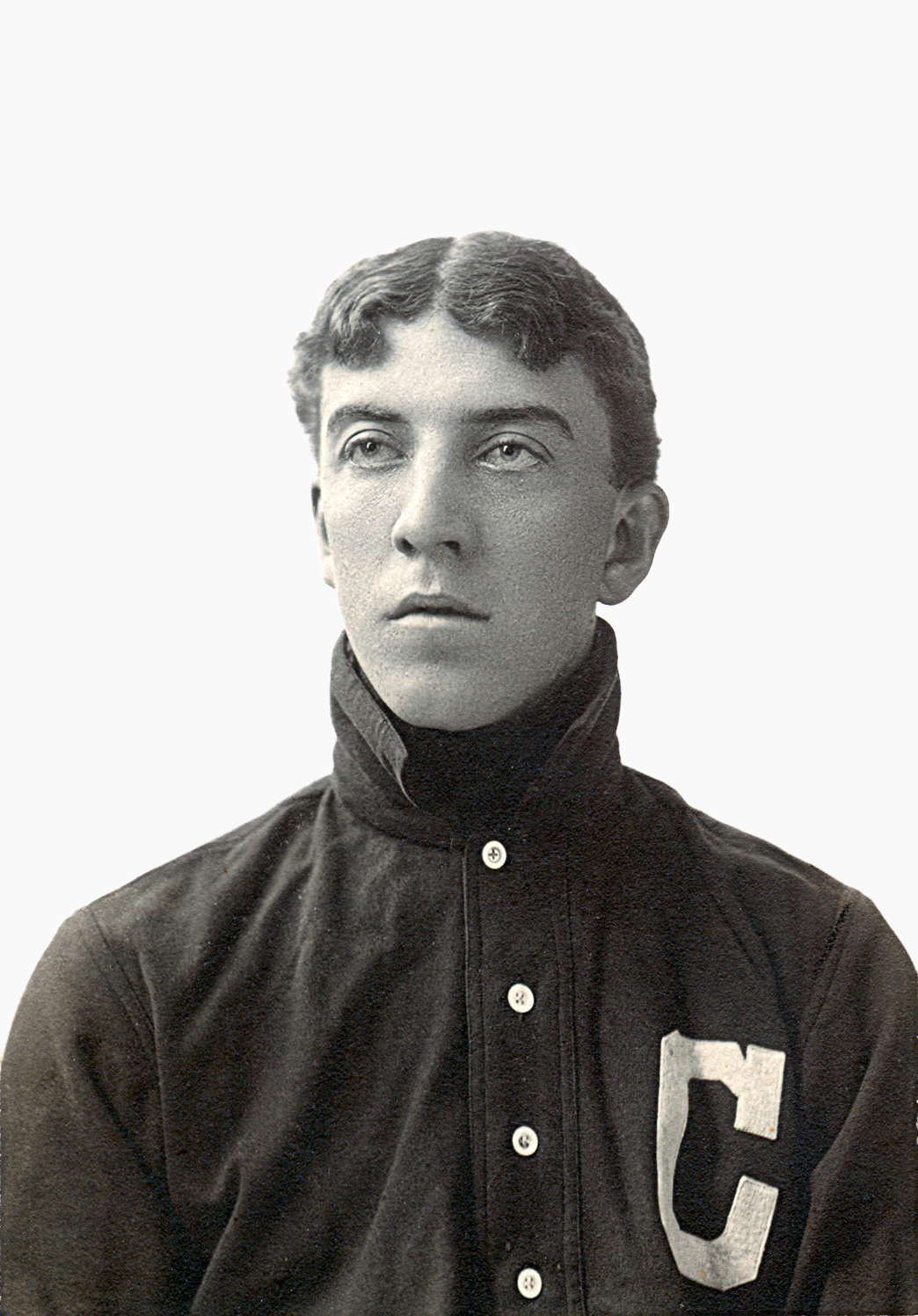

애디 조스(Addie Joss, 본명: Adrian "Addie" Joss, 1880년 4월 12일 ~ 1911년 4월 14일)는 "인간 머리핀"(the Human Hairpin)이라는 별명을 가진 미국의 프로야구 투수였다. 그는 1902년에서 1910년 사이에 나중에 냅스(Naps)로 알려진 메이저 리그 야구의 클리블랜드 브론초스(Cleveland Bronchos)에서 투구했다. 조스는 6피트 3인치(1.91m), 몸무게 185파운드(84kg)로 야구에서 네 번째 퍼펙트 게임을 기록했다. 역사 (추가로 현대 시대의 두 번째에 불과함). 그의 통산 평균자책점(ERA) 1.89는 MLB 역사상 에드 월시에 이어 두 번째로 낮은 수치이며, 통산 WHIP 0.968은 역대 최저치이다.
조스는 위스콘신에서 태어나고 자랐으며, 그곳에서 프레리 뒤 시앙(Prairie du Chien)에 있는 세인트 메리 칼리지(St. Mary's College, 나중에 와이알루싱 아카데미의 일부)와 위스콘신 대학교에 다녔다. 세인트 메리에서 야구를 했고 그 후 세미프로 리그에서 뛰었고 그곳에서 코니 맥의 관심을 끌었다. 조스는 맥 팀과 계약하지 않았지만 1900년 톨레도 머드헨스(Toledo Mud Hens)에서 19승을 거둔 후 메이저 리그의 관심을 더욱 끌었다. 조스는 1901년에 톨레도에서 또 다른 강력한 시즌을 보냈다.
조스, 톨레도 및 클리블랜드 간의 오프 시즌 계약 분쟁 후 그는 1902년 4월 클리블랜드 클럽으로 데뷔했다. 조스는 그해 종료로 리그를 이끌었다. 1905년까지 조스는 4년 연속 20승 시즌 중 첫 번째 시즌을 마쳤다. 현장 밖에서 조스는 1906년부터 죽을 때까지 신문 스포츠 작가로 일했다. 1908년에 그는 클리블랜드가 1위에서 반 게임을 끝내는 치열한 페넌트 경주에서 완벽한 경기를 펼쳤다. 조스가 월드 시리즈 정박지에 가장 가까운 순간이었다. 1910년 시즌은 그의 마지막 시즌이었고 조스는 부상으로 인해 일년 내내 결장했다.
1911년 4월 조스는 병에 걸렸고 같은 달 결핵성 수막염으로 사망했다. 그는 160승, 234경기 완패, 45탈삼진, 920삼진을 기록하며 선수 생활을 마쳤다. 조스는 9시즌만 뛰었고 다양한 질병으로 인해 상당한 출전 시간을 놓쳤지만, 미국 야구 명예의 전당 이사회는 1977년에 조스에 대한 명예의 전당 자격을 위한 일반적인 최소 10년 선수 경력을 포기하는 특별 결의안을 통과시켰다. 1978년 재향군인회에 의해 명예의 전당에 헌액되었다.